# ناوشکن کلاس بیوگراد

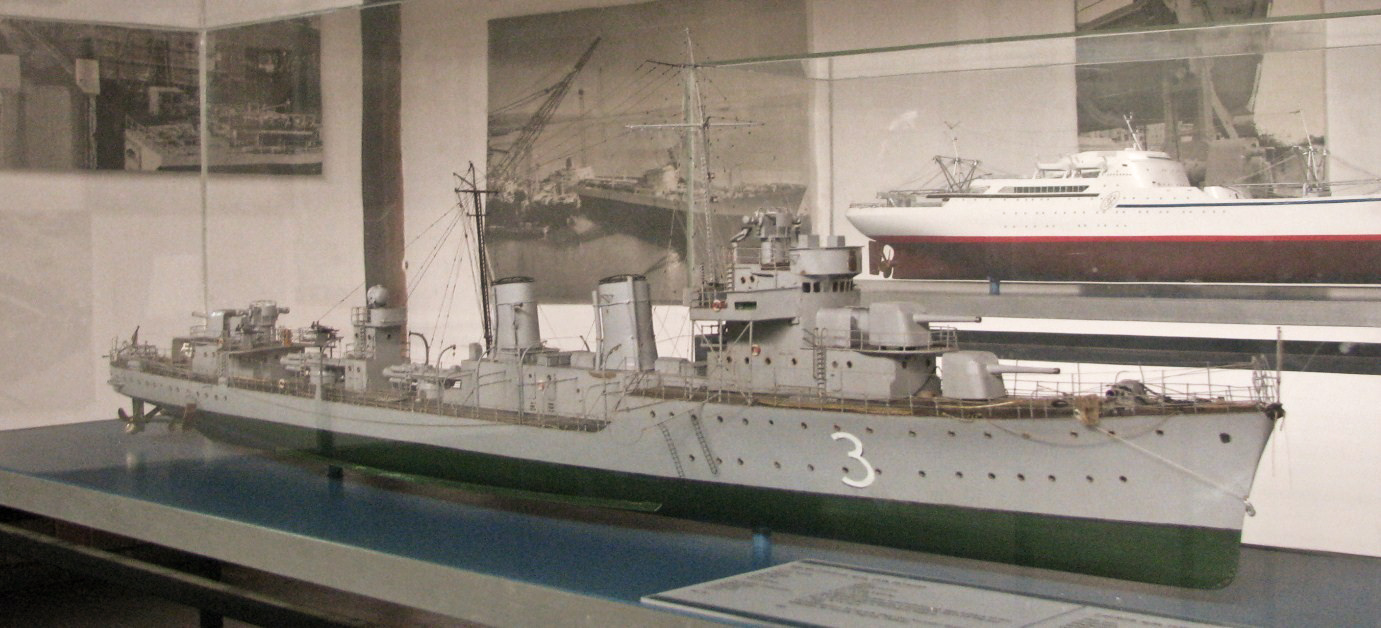
مدل کشتی جنگی "زاگرب"، اسپلیت، 1938، کرواسی. موزه فنی در زاگرب

دیسترویر کلاس بیوگراد (به انگلیسی: Beograd-class destroyer) یک کلاس از کشتی است که طول آن ۹۸ متر (۳۲۱ فوت ۶ اینچ) می‌باشد.